# 婁山関路駅
婁山関路駅（ろうさんかんろ-えき）は、中華人民共和国上海市長寧区にある上海軌道交通（地下鉄）2号線と15号線の駅。

## 歴史
- 2006年12月30日 - 開業[1][2]。
- 2012年11月 - ホームに可動式ホーム柵を設置[3]。
- 2021年1月23日 - 15号線開業[4][5]。

## 駅構造

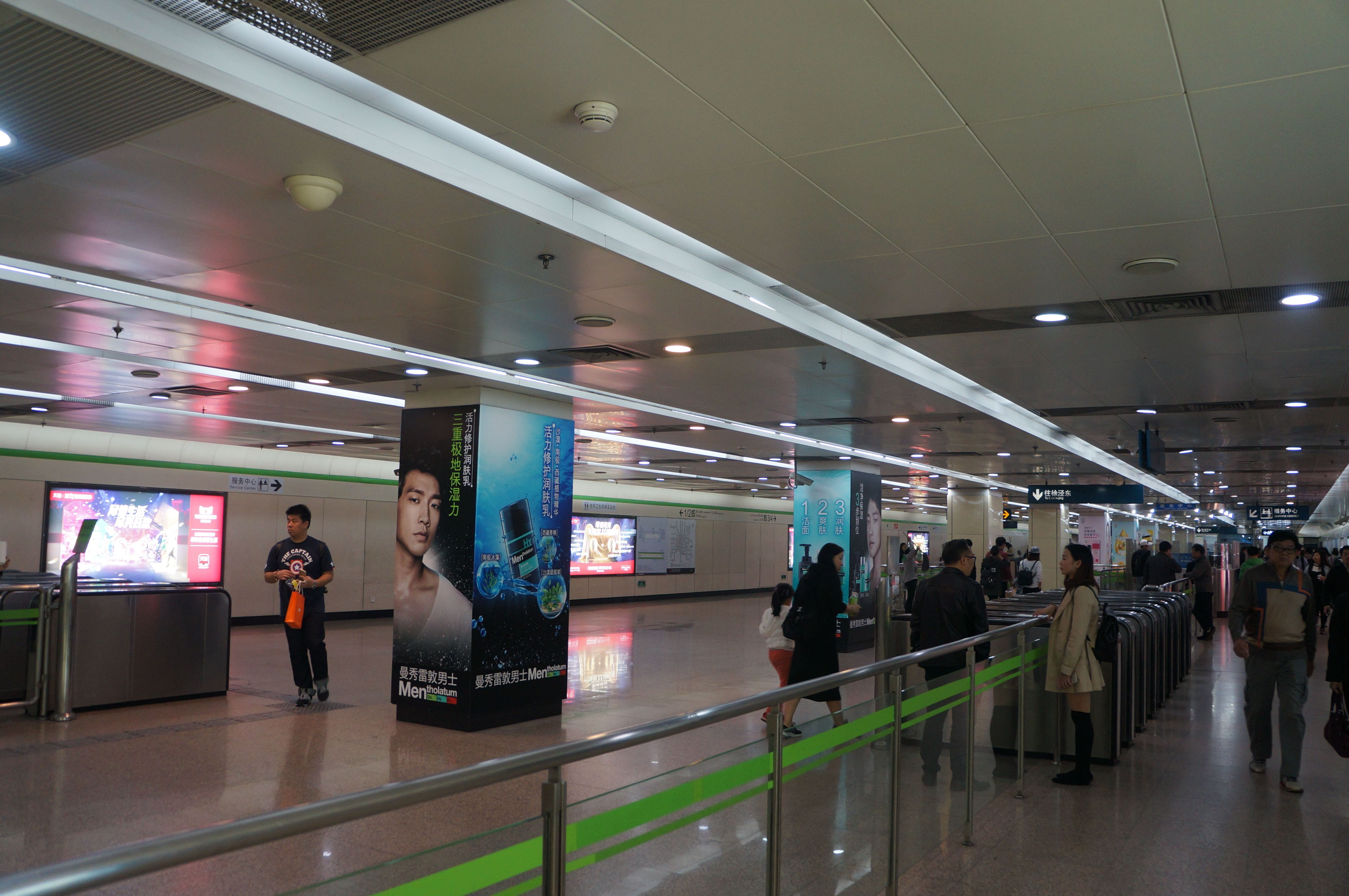
改札階

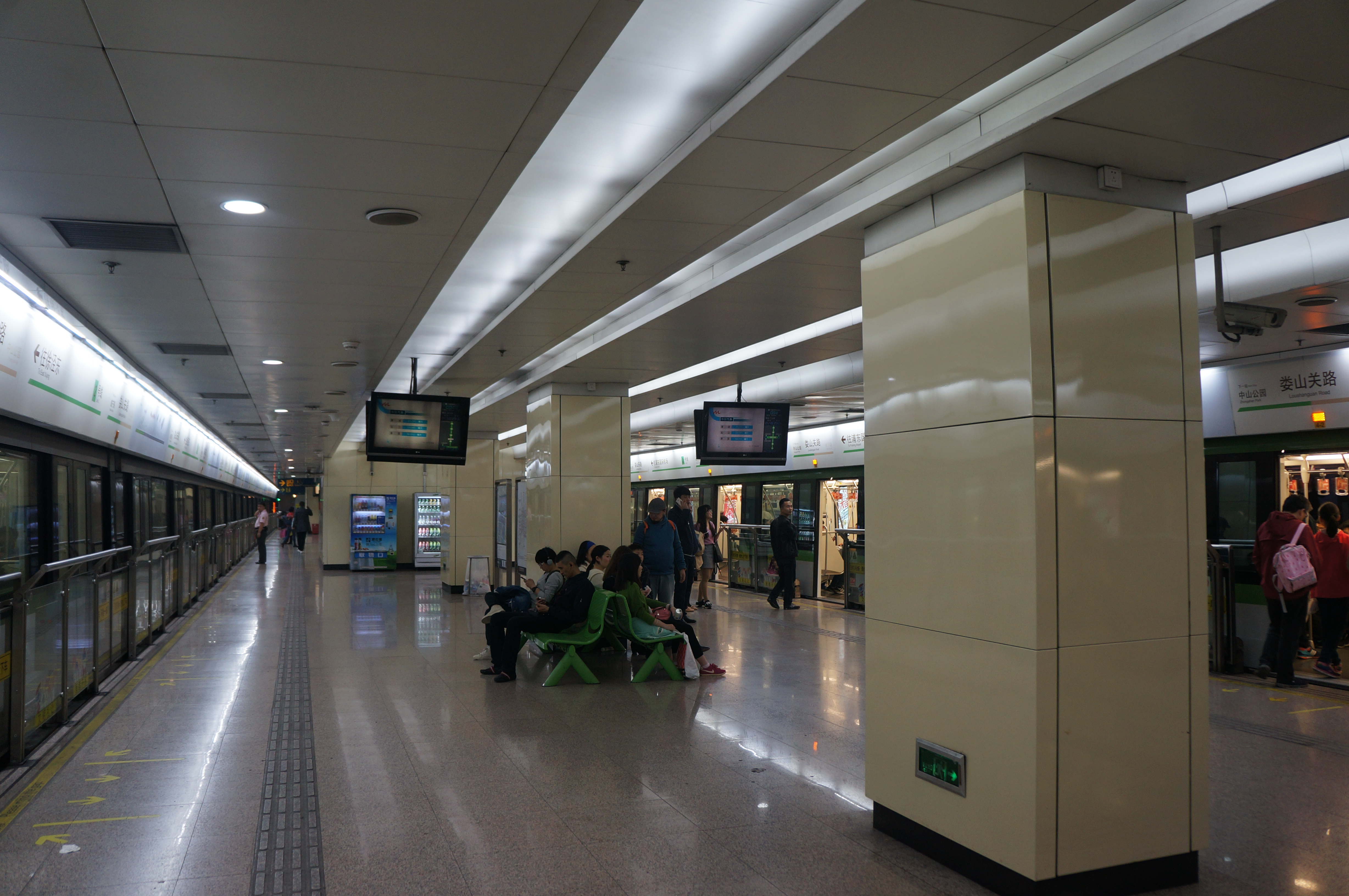
2号線のプラットホーム

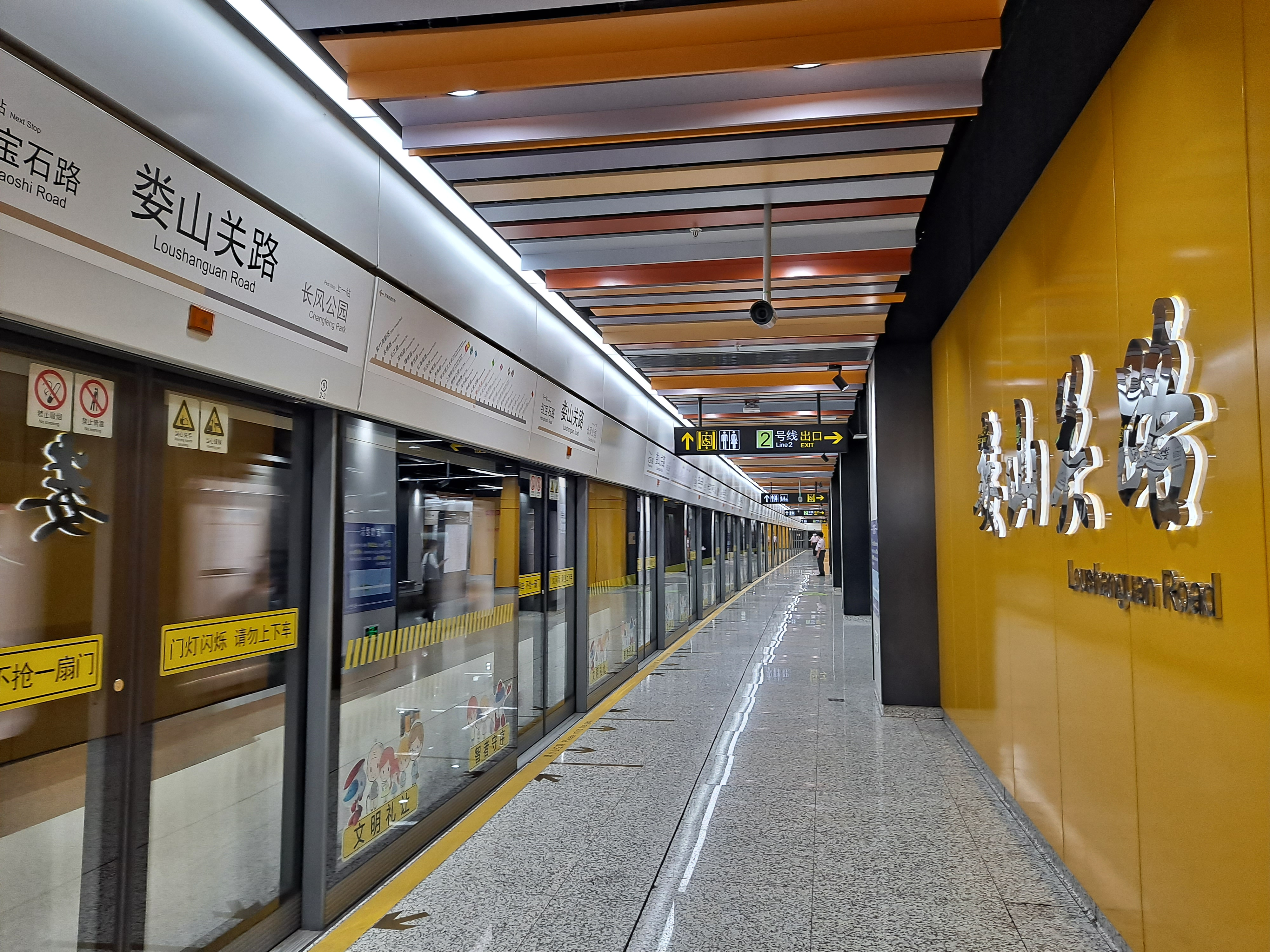
15号線のホーム

2号線は天山路の地下を通る地下駅。地下1階が改札階、地下2階が2号線ホーム階、地下3階が15号線ホーム階である。両線ともホームは島式1面2線を有し、可動式ホーム柵を装備する。駅構内にファミリーマートが出店している。

### のりば
案内上2号線ののりば番号は設定されていない。
| ホーム                  | 路線   | 行先                                                             |
| ----------------------- | ------ | ---------------------------------------------------------------- |
| 2号線ホーム（地下2階）  |        |                                                                  |
| 西方向                  | 2号線  | 虹橋2号航站楼（虹橋空港第2ターミナル）・虹橋駅・国家会展中心方面 |
| 東方向                  | 2号線  | 人民広場・竜陽路・浦東1号2号航站楼方面                           |
| 15号線ホーム（地下3階） |        |                                                                  |
| ③                       | 15号線 | 紫竹高新区方面                                                   |
| ④                       | 15号線 | 顧村公園方面                                                     |

## 駅周辺
駅の南側に中国在住の日本人宅地エリアがあり、日系スーパーマーケットや日本食料理店が立地している。。
- 天山新村
- 天山商厦
- 聯華超市（中国語版）
- 百盛百貨公司
- 泓鑫時尚広場
- 虹橋開発区（中国語版）
- 中国工商銀行
- 招商銀行
- 中国建設銀行
- 天山シネマ
- 金虹橋国際中心
- 天山第一小学

## 路線バス
54、69、71、72、74、74B、88、121、127、141、158、251、309、311、316、519、737、757、808、825、829、836、855、856、941、251（高峰車）
普陀社区巴士

## 隣の駅
上海軌道交通
 2号線
威寧路駅 - 婁山関路駅 - 中山公園駅
 15号線
長風公園駅 - 婁山関路駅 - 紅宝石駅